# Dark Day
Als Dark Day (dunkler Tag) ist der 19. Mai 1780 in die Geschichte eingegangen. An diesem Tag war es im Gebiet von Neuengland tagsüber außergewöhnlich dunkel. Er begann trüb, regnerisch und kühl. Zwischen acht und neun Uhr vormittags begannen sich gelb-rote Wolken aufzutürmen und innerhalb kurzer Zeit legte sich ein kupferfarbener Schleier vor die Sonne der sich mehr und mehr verdichtete. Pflanzen schlossen ihre Blüten und die Tiere verhielten sich so als sei es bereits Abend. Die Dunkelheit, die morgens begann, dauerte in manchen Teilen der davon betroffenen Region den ganzen Tag an. In der darauffolgenden Nacht konnte man die Sterne nicht erkennen. „Ein weißes Blatt Papier war wenige Zentimeter vor den Augen genauso unsichtbar wie schwarzer Samt“, erinnerte sich ein Mann namens Samuel Tenney, der damals in New Hampshire lebte. Viele Leute glaubten, der jüngste Tag sei angebrochen.  Bei Anbruch des nächsten Tages war der Spuk vorbei.
Der Grund für diese Erscheinung konnte bisher nicht abschließend geklärt werden. Es existieren eine Reihe von Theorien:
- Die Asche eines Vulkans habe sich in der Luft ausgebreitet und einen Teil des Sonnenlichts geschluckt. Zu dieser Theorie fehlt allerdings der passende Vulkanausbruch.
- Eine Sonnenfinsternis kann astronomisch ausgeschlossen werden.
- Einige christliche Glaubensgemeinschaften hielten (und halten zum Teil heute noch) das Ereignis für die Erfüllung biblischer Prophezeiungen (Mt 24,29 EU; Jes 13,10 EU; Offb 6,12-13 EU).
- Als wahrscheinlichste Erklärung gilt, Rauch von Waldbränden habe den Himmel verdunkelt. Forscher fanden Brandnarben in den Jahresringen von Bäumen im Gebiet des heutigen Algonquin Provincial Park in der kanadischen Provinz Ontario, die zeitlich zum Dark Day passen.[2]